# Hiksi
Hiksi  (egipčansko heqa khasut, vladarji tujih dežel, starogrško starogrško Ὑκσώς, Ὑξώς, Hiksós, Hxós) so bili ljudstvo mešanega izvora, morda iz zahodne Azije, ki se je malo pred letom 1650 pr. n. št. naselilo v vzhodni delti Nila. Prihod Hiksov je privedel do propada Trinajste egipčanske dinastije in označil začetek drugega vmesnega obdobja Egipta.
Pred Hiksi so se v delto Nila priselili Kanaanci. Prvi Kanaanci so prišli v obdobju Dvanajste egipčanske dinastije okoli leta 1800 pr. n. št. ali 1720 pr. n. št. in ustanovili neodvisno kraljestvo v vzhodni delti Nila. Kanaanski vladarji, združeni v Štirinajsto egipčansko dinastijo, so vladali iz Ititavija istočasno z egipčansko Trinajsto dinastijo. Moč Trinajste dinastije vedno hitreje pojemala, morda zaradi lakote in kuge.
Okoli leta 1650 pr. n. št. so obe dinastiji napadli Hiksi in ustanovili Petnajsto egipčansko dinastijo. Propad Trinajste dinastije je imel za posledico praznino oblasti na jugu Egipta, ki je morda sprožila vzpon Šestnajste dinastije s sedežem v Tebah in lokalne Abidoške dinastije. Hiksi so nazadnje podjarmili obe dinastiji, tebansko za zelo malo časa. V Tebah je na oblast prišla Sedemnajsta dinastija in nekaj časa vladala v sožitju s hiškimi kralji, morda kot njihov vazal. Nazadnje so faraoni Sekerenre Tao, Kamoz in Ahmoz začeli vojno s Hiksi, ki je trajala dokler jih ni Hamudi, zadnji faraon egipčanskega porekla, izgnal iz Egipta.
Hiksi so prakticirali pokope s konji. Njihov glavni bog je bil bog groma Baal, katerega so združili z egipčanskim bogom groma in puščav Setom. Hiksi so bili mešano ljudstvo z večinsko semitsko govorečo komponento. Nekaj znanstvenikov je trdilo, da so vsebovali tudi huritsko komponento. Večina znanstvenikov je njihovo domnevo zavrnila. Huriti so govorili izoliran jezik, vendar so bili pod indoevropsko oblastjo in vplivom.
Hiksi so v Egipt prinesli več tehničnih inovacij, kulturne vplive, glasbene instrumente in tuje besede. Med novitete so spadale nove tehnike obdelave brona in keramike, nove domače živali in nove kulturne rastline. V vojsko so uvedli konja in bojni voz, kompozitni lok, izboljšane bojne sekire in bolj napredne tehnike utrjevanja.

## Poreklo
Poreklo Hiksov je predmet več hipotez. Večina arheologov jih opisuje kot multietnično skupnost, v katero so bila vključena vsa zahodnoazijska ljudstva ali njihova mešanica, ki so sodelovala v zasedbi Nilove delte. Termin »Azijci«, ki se pogosto uporablja za Hikse, je v Starem Egiptu pomenil vsa ljudstva vzhodno od Egipta. Zahodnoazijsko poreklo Hiksov dokazujejo predvsem osebna imena, na primer Hajan in Sakirhar, in lončenina, podobna tisti, ki so jo arheologi izkopali v sodobnem Izraelu.

### Etimologija
Izraz Hiks/Hiksos izhaja iz egipčanskega izraza hekau khaswet (al heqa-khaset, vladarji tujih dežel), ki se je na primer na Torinskem seznamu kraljev uporabljal za opis vladarje sosednjih držav. Izraz se je začel pojavljati že v poznem Starem kraljestvu za različne nubijske poglavarje, v Srednjim kraljestvu pa za semitsko govoreče poglavarje iz Sirije in Kanaana.
Beseda Hiks v pomenu »vladarji tujih dežel« (heqa-khaset) se je skoraj zagotovo nanašal samo na tuje dinaste in ne na celo ljudstvo.

### Selitve
Nemški egiptolog Wolfgang Helck je nekoč trdil, da so bili Hiksi del masovnih in zelo razširjenih huritskih in indoarijskih selitev na Bližnji vzhod. Hiksi so bili po Helkovem mnenju Huriti in del Huritskega cesarstva, ki je v tistem obdobju obsegalo večino zahodne Azije. Večina znanstvenikov je njegovo teorijo zavrnila. Leta 1993 jo je opustil tudi njen avtor.
Hiksi so bili verjetno Semiti, ki so prišli iz vzhodnega Sredozemlja. Kamoz, zadnji faraon iz tebanske Sedemnajste dinastije, na steli omenja Apepija kot »poglavarja Retenuja« (Kanaan in Sirija), kar kaže na kanaansko poreklo hiškega kralja. Napis je hkrati najtrdnejši dokaz za kanaansko poreklo Hiksov. Na Hajanovo ime se na splošno gleda kot na egipčansko obliko amoritskega imena »Hajanu« (bere se  h-ya-a-n), ki je vsekakor pravilna. Kim Ryholt je razen tega opazil, da je ime Hajanu dokumentirano tudi na seznamu asirskih kraljev in se nanaša na  »daljnega naslednika« Šamši-Adada I. Asirskega (okoli 1813 pr. n. št.), kar kaže, da se je ime uporabljalo več stoletij pred Hajanovo vladavino v Egiptu.
Zahodnosemitskega ali kanaanskega izvora je tudi ime enega od treh najzgodnejših dinastov Petnajste dinastije Sakirharja.
Na hiške osvajalce nekateri zgodovinarji gledajo kot na »horde s severa, ki so na hitrih bojnih vozovih preplavile Kanaan in Egipt«. Drugi zagovarjajo »plazeče osvajanje«, se pravi postopno infiltracijo nomadov ali pol nomadov, ki so bodisi počasi prevzeli oblast v državi bodisi v hitrem državnem udaru odstavili obstoječega vladarja. Britanski Arheolog Jacquetta Hawkes je leta 1963 v Svetu preteklosti (stran 444) izjavil: »Na hiške vladarje se nič več ne gleda kot na poglavarje osvajalskih azijski hord, ker so potujoče skupine Semitov že dolgo pred tem prihajale v Egipt zaradi trgovanja in z miroljubnimi nameni«. Egiptologi od takrat menijo, da so Štirinajsto dinastijo ustanovili trgovci, Petnajsto pa po vojni hiški osvajalci.

### Jožef Flavij
Jožef Flavij, zgodovinar iz 1 stoletja n. št., v svojem delu Proti Apionu zazpravlja o hkratnosti svetopisemskega eksodusa Izraelcev iz Egipta in dveh eksodusu podobnih dogodkov, ki jih je domnevno omenil zgodovinar Maneton okoli leta 300 pr. n. št. Kaj je napisal Maneton in kaj je Jožefovo ozioma Apionovo tolmačenje Manetona, je težko ugotoviti. Jožef svetopisemski eksodus enači s prvim Manetonovim eksodusom, v katerem je kakšnih 480.000 hiških pastirskih kraljev (v razpravi tudi samo pastirjev, kraljev in ujetih pastirjev) zapustilo Egipt in se odpravilo v Jeruzalem. Prvi eksodus naj bi bil torej v hiškem obdobju, se pravi v 16. stoletju pr. n. št.
Jožef je prvi zapisal kasneje večkrat ponovljeno napačno etimologijo termina Hyksos, helenizirano obliko egipčanskega izraza hekw šasu, ki pomeni pastirski kralji. Egiptologi so šele pred kratkim dokazali, da ime Hiksi izhaja iz izraza heqa-khase, ki pomeni vladarji tujih dežel.
Apionov drugi eksodus se je zgodil, ko se je odpadniški egipčanski svečenik Osarsef na čelu 80.000  »gobavcev« uprl Egiptu. Apion v nasprotju z Manetonom ta eksodus enači s svetopisemskim in celo trdi, da se je svečenik imenoval Mojzes. Veliko znanstvenikov izraza gobavi svečeniki ne jemlje dobesedno, ampak v njem vidijo neko novo versko prepričanje.

### Sodobna znanost
Na hiško osvojitev Egipta nekateri arheologi gledajo kot na prihod »hord s severa, ki so s hitrimi bojnimi vozovi poleteli skozi Palestino in Egipt«. Drugi zagovarjajo »plazeče osvajanje«, se pravi počasno infiltriranje potujočih nomadskih in polnomadskih plemen, ki so postopoma miroljubno ali na silo z državnim udarom prevzeli oblast v državi.
Na splošno velja, da so bili Hiksi verjetno semiti, ki so prišli iz Levanta. Kamozova izrecna trditev, da je bil Apofis azijskega porekla, je najtrdnejši dokaz za kanaansko poreklo večine Hiksov, vendar so mogoče tudi druge razlage.

#### Huriti ali Indoevropejci
Vzporedno s selitvijo Hiksov so se dogajale tudi obsežne selitve indo-arijcev v osrednji in južni Aziji. Hiksi so uporabljali enako bojne vozove kot indo-arijci. Egipčani omenjajo da je bilo hiško osvajanje hitro.
Nemški egiptolog Wolfgang Helck je nekoč trdil, da so bili Hiksi del obsežnih huritskih in indoarijskih selitev na Bližnji vzhod. Po Helcku so bili Hiksi Huriti iz Huritskega cesarstva, ki je takrat obsegalo velik del zahodne Azije. V članku iz leta 1993 je priznal, da za obsežno huritsko invazijo ni nobenega dokaza in dopustil možnost pomorske invazije indoevropskih ljudstev, predvsem iz Anatolije. Večina egiptologov njegove teorije ne podpira.

#### Amoriti ali zahodni semiti
Kamoz, zadnji faraon tebanske Sedemnajste dinastije, na svoji steli omenja Apofisa kot poglevarja Retenjuja, kar kaže na njegovo kanaansko poreklo. Hajanovo ime se na splošno enači z amoritskim imenom Hajanu, ki se bere  h-ya-a-n. Ryholt je razen tega opazil, da je na seznamu asirskih kraljev omenjen Hajanu, ki je bil daljni prednik kralja Šamši-Adada I. Asirskega (vladal okoli 1800 pr. n. št.), kar kaže, da se je ime uporabljalo že več stoletij pred Hajanovo vladavino.
Na kanaansko poreklo hiških vladarjev, če ne tudi na poreklo Hiksov samih, kaže tudi etimologija imena kralja Sakirharja, enega od treh najzgodnejših vladarjev iz Petnajste dinastije. Po Ryholtovem mnenju element hr ustreza kanaanski besedi harru, ki pomeni gora. Sveti ali božanski gori sta dokazani še najmanj v dveh imenih hiških vladarjev - Jakubherja in Anetharja. Obe imeni bi sta zahodnosemitski, zato bi lahko bilo zahodnosemitsko tudi Sakirharjevo ime.
Zgleda, da je element skr istoveten elementu śkr, ki pomeni najeti ali nagraditi in se pojavlja v številnih amoritskih imenih. Če ima element śkr v imenih obliko sa-ki-ru-um ali  sa-ka-ŕu-um, bi se ime lahko prečrkovalo v Sakirhar ali Sakarhar. Obe imeni bi lahko pomenili nagrada ali Harova nagrada.

#### Fenicija-Palestina v bronasti dobi II
John Van Seters v svoji knjigi Hiksi: Nove raziskave trdi, da Ipuverjev papirus ni iz prvega vmesnega obdobja (okoli 2300-2200 pr. n. št., kot se je domnevalo, ampak iz drugega vmesnega obdobja Egipta (okoli 1700-1600 pr. n.št.).
Arheološke raziskave so pokazale, da so Egipčani v bronasti dobi II za tujce šteli prebivalce Fenicije-Palestine z visoko razvito urbano kulturo. Civilizacija v Levantu je imela svoje korenine v starobabilonskem amoritskem svetu Sirije in Mezopotamije in neposrednega naslednika v tako imenovanem kanaanskem svetu pozne bronaste dobe. Pozna boronasta doba se je začela v Srednjem egipčanskem kraljestvu. Do konca Dvanajste dinastije je prišla cela Fenicija-Palestina pod vpliv Egipta. Med vladarji tamkajšnjih mestnih držav in vladarji Egipta so se vzpostavile tesne diplomatske in gospodarske vezi. Med zgodnjo Trinajsto dinastijo so imeli tujci bolj svoboden vstop v Egipt. Mnogo tujcev se je v Egiptu povzpelo tudi na visoke državne položaje.

## Petnajsta dinastija
| S38 | N29 | N25 · X1 · Z1 |

| S38 | N29 | N25 · X1 · Z1 |

Za hiško dinastijo se običajno šteje samo Petnajsta dinastija. Grško ime Hiksi si je izmislil svečenik-zgodovinar Maneton za Petnajsto dinastijo vladarjev severnega Egipta azijskega porekla. V egipčanščini izraz Hiks pomeni vladar(ji) tujih dežel. Jože Flavij ga je napačno prevedel v pastirski kralji.
Zahodnoazijska in semitsko govoreča je bila tudi Štirinajsta dinastija, vendar se njeni faraoni niso imeli za Hikse. Zgleda, da so bili vazali Trinajste dinastije, ki so nadzirali skupnost azijskih trgovcev in pastirjev, katerim je bila dodeljena zemlja v Nilovi delti. V nasprotju z njimi so bili Hiksi večinoma amoritski osvajalci, ki so izkoristili trenutno šibkost v egipčanskem kraljestvu in pod Hajanom okoli leta 1582 pr. n. št. uspeli osvojiti severni Egipt do Teb na jugu.
Iz imen, izpeljanih iz imen semitske boginje Anat in boga Baala, je razvidno, da so imeli Hiksi kanaanska imena. Več njihovi vladarjev je privzelo egipčanski naslov hekw chasut (tuji (neomejeni) zemljiški gospod) in egipčanska prestolna imena. V Egiptu so vpeljali nova orožja, med katerimi sta najpomembnejai kompozitni lok in bojni voz s konjsko vprego.
Imena, vrstni red in celo skupno število vladarjev Petnajste dinastije niso povsem zanesljivi. Njihova imena, zapisana s hieroglifi, se pojavljalo na spomenikih in manjših predmetih, na primer pokrovih vrčev in skarabejih. Če na istem predmetu nista napisana ime (nomen) in priimek (prenomen) vladarja, ni jasno, ali gre za eno ali dve osebi. Danski egiptolog Kim Ryholt je v študiji drugega vmesnega obdobja leta 1997 zapletenost stanja opisal z izjavami, da gre »samo za nejasne pokazatelje porekla Petnajste dinastije«, in da je majhno število ohranjenih imen vladarjev Petnajste dinastije »premajhno, da bi omogočalo splošne zaključke. In ne nazadnje nimamo nobenih pozitivni pokazateljev, da bi bil kateri koli vladar iz Petnajste dinastije v sorodu z drugim, zato se na celo dinastijo lahko gleda kot na skupino vladarjev mešanega etničnega porekla«.
Domnevni vladarji Petnajste dinastije so:
| Ime      | Datumi |
| -------- | --- |
| Sakirhar | Omenjen kot zgodnji hiški kralj na podboju vrat v Avarisu. Njegov kronološki položaj v dinastiji ni zanesljiv. |
| Hajan    | Okoli 1620 pr. n. št.                                                                                          |
| Apepi    | okoli 1595 pr. n. št. do 1555 pr. n. št. ?                                                                     |
| Hamudi   | okoli 1555 pr. n. št. do 1545 pr. n. št. ?                                                                     |

Manetonova Zgodovina Egipta (Egiptiaka) je znana samo iz del drugih avtorjev, na primer iz razprave Jožefa Flavija Proti Apionu. Imen šestih vladarjev noben vir ne našteva v enakem zaporedju, zadevopa še bolj zaplete popačeno črkovanje imen, da za določanje kronološkega položaja niso uporabna. Množice imen Salitis, Beon ali Bnon, Apahnan ali Pahnan, Annas ali Staan, Apofis, Assis ali Arhles se sploh ne da povezati z ustreznimi egipčanskimi imeni, ki so zapisana na skarabejih in drugih predmetih. Torinski seznam kraljev omenja šest hiških vladarjev, vendar so iz arheoloških najdb in primarnih pisnih dokumentov jasno dokazani samo štirje:  Sakirhar, Hajan, Apofis in Hamudi.
Hajan in Apofis sta najbolje dokazana faraona iz te dinastije. Sakirhar je dokazan samo na podboju vrat iz Avarisa, na katerem je tudi njegov vladarski titularij. Hamudi je omenjen kot zadnji hiški faraon na fragmentu Torinskega seznama kraljev. Hieroglifska imena teh faraonov iz Petnajste dinastije so napisana na spomenikih, skarabejih in drugih predmetih.
Dva hiška faraona ostajata neznana. Več znanstvenikov je predlagalo, da bi to lahko bili Maaibre Šeši, Aperanat, Semken, Sekhaendre Jakbim ali Meruserre Jakubher. Vsi so dokazani na pečatih ali skarabejih iz Nilove delte, vendar se zanje ve samo to, da so bili azijskega porekla in da so vladali v Nilovi delti. Vsi bi lahko bili manjkajoča dva faraona ali člani predhodne Štirinajste dinastije iz Ksoisa.

### Ozemlje
Hiško kraljestvo je bilo omejeno na vzhodno Nilovo delto in Srednji Egipt in ni na jugu nikoli segalo v Gornji Egipt, v katerem so vladali tebanski vladarji. Izjema je bilo kratko triletno obdobje na koncu Hajanove in začetku Apofisove vladavine. Vladarji hiške Petnajste dinastije so vladali iz Avarisa.
Vladavina faraonov Petnajste dinastije se prekriva s Šestnajsto in Sedemnajsto dinastijo domorodnih faraonov. To zgodovinsko obdobje se imenuje drugo vmesno obdobje Egipta. Prvi faraon iz Osemnajste dinastije, Ahmoz I., je do šestnajstega leta svojega vladanja dokončno izgnal Hikse iz njihovih zadnjih trdnjav Šaruhen in Gaza.
Znanstveniki na naraščajočo hiško rabo skarabejev, privzetje nekaterih egipčanskih umetniških oblik in njihovo razprostranjenost gledajo kot na postopno poegipčanjenje Hiksov. Hiški vladarji so uporabljali tradicionalne egipčanske vladarske naslove in za svojega zaščitnika izbrali egipčanskega boga Seta. Domorodci so na Hikse gledali kot na neegipčanske zavojevalce. Ko so jih končno pregnali iz Egipta, za njimi izbrisali vse sledi. Iz tega obdobja ni ohranjen noben dokument, ki bi s hiškega stališča opisal to zgodovinsko obdobje.
Neodvisni domorodni tebanski vladarji so, zgleda, našli nekakšno obliko sožitja s kasnejšimi hiškimi vladarji. Med pomembne dosežke sta spadali pravica do neoviranega prehoda skozi Srednji in Spodnji Egipt, in pašna pravica v rodovitni Nilovi delti. Eno od besedil, Carnavonova tablica I, opisuje zaskrbljenost sveta svetovalcev tebanskega vladarja Kamoza, ki je predlagal napad na Hikse, katere je imel za ponižujoč madež na sveti egipčanski zemlji. Svetniki očitno niso hoteli prekiniti statusa quo:
Mi imamo mir v našem (delu) Egipta. Elefantina (pri prvem kataraktu) je močna, srednji (Egipt) vse do Kuse (blizu sodobnega Asjuta) je z nami. Njihova naboljša polja se orjejo za nas in naše govedo se pase v delti. Emmer (?) je bil poslan po naše prašiče. Naše govedo ni bilo odvzeto… On ima svojo državo Azijatov (in) mi imamo Egipt[.]
Zdi se, da je hiško administracijo sprejela, če ne celo podpirala, večina njihovih podložnikov v severnem Egiptu, na Hikse pa je kljub temu, da so v državo prinesli blaginjo in stabilno politično situacijo, gledala kot na neegipčanske vsiljivce. Po njihovem izgonu so za njimi izbrisali vse sledi. Nekateri egiptologi menijo, da so avtohtoni kralji iz Teb spodbujali demoniziranje azijskih vladarjev na severu in tako povzročili uničenje njihovih spomenikov. Egipčanski podložniki so očitno tolerirali hiške vladarje, vendar jih niso sprejeli za svoje. Nekateri egiptologi, kot je John A. Wilson, so v nasprotju s tem stališčem ugotovili, da je imel opis Hiksov kot oblastnih brezbožnih tujcev podporo v drugih virih.

## Invazija na Egipt
Jožef Flavij, ki se je skliceval na Manetonovo Zgodovina Egipta, je prihod Hiksov v Egipt opisal kot oboroženo invazijo hord tujih barbarov, ki ni naletela na kdo ve kako velik odpor:
Z veliko vojsko so zlahka in brez velikega odpora zasedli egipčansko ozemlje. Ko so premagali (lokalne) vladarje, so brezobzirno požgali njihova mesta in do tal porušili templje bogov in zasužnjili ženske in otroke. Na koncu so za kralja izbrali enega od njih, ki se je imenoval Salitis. Sedež je imel v Memfisu in pobiral davke v Gornjem in Spodnjem Egiptu in na najbolj ugodnih mestih za seboj vedno puščal vojaške garnizije.
Domneva se, da so premoč Hiksov pri prodiranju v Nilovo delto omogočile nove revolucionarne metode vojskovanja. Njihovo vojaško opremo so sestavljali sestavljeni lok, izboljšan ukrivljeni lok, izboljšane puščice, različne vrste mečev in bodal, izboljšan ščit, verižna srajca in kovinska čelada. Najbolj učinkovito orožje je bil bojni voz s konjsko vprego.
V zadnjem času je dobila podporo teorija o bolj mirnem priseljevanju Hiksov, ki je potekalo z zelo malo ali celo brez vojne. Po tej teoriji so bili faraoni Trinajste dinastije preobremenjeni z lakoto in kugo, ki sta razsajali po državi, in zato prešibki, da bi Hiksom preprečili vdor in naselitev v Egiptu. Amenemhet III. se je med svojim vladanjem ukvarjal z obsežnimi gradbeni in rudarskimi projekti, ki so jih izvajali tudi delavci iz Azije. Prav ti projekti so morda spodbudili tako imenovane Hikse k naseljevanju v delti Nila, kar je nazadnje privedlo od propada domače egipčanske dinastije.
Okoli leta 1700 pr. n. št. je bil Egipt politično razdrobljen in v severovzhodni delti Nila so se razcvetela majhna lokalna kraljestva. Eden od kraljev je bil Nehesi s prestolnico pri Avarisu. Njegovi podložniki so bili večinoma sirsko-kanaanskega porekla, ki so se v delto priselili v obdobju Dvajanste dinastije. Domneva se, da so bili predvsem vojaki, mornarji, ladjedelci in delavci. Nehesijevo dinastijo je verjetno zamenjala  zahodnosemitsko govoreča sirsko-kanaanska dinastija, ki je ustvarila podlago za kasnejše kraljestvo Hiksov in njegovo širitev na jug.
Nedavne arheološke najdbe v Edfuju bi morda lahko dokazale, da so Hiksi Petnajste dinastije morda vladali najmanj od sredine vladavine Sobekhotepa IV. iz Trinajste dinastije. Nadine Moeller, Gregory Marouard in N. Ayers so leta 2011 objavili članek o odkritju pomembne upravne zgradbe iz zgodnje Dvanajste dinastije v vzhodnem Edfuju v Gornjem Egiptu, ki je bila v rabi neprekinjeno od zgodnjega drugega vmesnega obdobja do Sedemnajste dinastije, ko so njene ostanke pretvorili v dvorišče velikega silosa. Arheologi so med izkopavanji leta 2010 in 2011 odkrili veliko dvorano z 41 pečati s kartušo hiškega vladarja Hajana in devet pečatov z imenom faraona Sobekhotepa IV. Pečati verjetno dokazujejo, da sta bila Hajan in Sobekhotep IV. sodobnika. To bi hkrati pomenilo, da Trinajsta dinastija ni vladala celemu Egiptu in da sta se vladavini Trinajste in Petnajste dinastije prekrivali. Manetonova trditev, da je hiška Petnajsta dinastija nasilno zamenjala Trinajsto, zato zgleda kot proizvod kasnejše egipčanske propagande.
Prisotnost tujih osvajalcev negira tudi keramika, odkrita v regiji Memfis-Faijum v Spodnjem Egiptu. Keramika iz Lišta in Dahšurja, ki jo je Janine Bourriau izkopala v Memfisu, ne kaže nobenih sprememb v drugem vmesnem obdobju. V njej ni nobenih dokazov o vdoru hiške keramike. Bourriauine ugotovitve kažejo, da je tradicionalno egipčansko zatrjevanje, ki ga je podpiral Maneton, da so Hiksi vdrli in opustošili memfiško regijo in tam vzpostavili svojo oblast, izmišljeno.
Bourriau pobija tudi trditev, da Manetonov opis hiške vladavine potrjujejo Kamozovo dosledno zavračanje statusa vazala, dosledna kontrola meje v Kusah, pobiranje taks za ves promet po Nilu in obstoj azijskih vojaških enot z egipčanskimi poveljniki.
V Trinajsti dinastiji so  »tuji vojaški poveljniki« privzeli naslov faraona in se začeli boriti za oblast. Nekateri so trdili, da za plačevanje davkov in izkazovanje časti in poslušnosti šibkim vladarjem ni nobene potrebe, kar je začelo povzročati težave.
Zagovorniki mirnega hiškega prevzema Egipta trdijo, da za bitke ali vojne v tem času ni veliko dokazov. Trdijo tudi, da bojni voz ni imel ključne vloge, ker na primer v hiškem glavnem mestu kljub obsežnim izkopavanjem niso našli nobenih sledov bojnih voz.
Bojni voz je v tistem času postal pomembno orožje plemičev in kraljev in simbol njihove moči v celi Evraziji, mikenski Grčiji, Mezopotamiji, vzhodni Evropi in Kitajski. Kralji so se portretirali na bojnih vozovih, z njim odhajali v vojne in bili z njim pokopani.

## Tebanska ofenziva

### Sekenenre Tao
Upor, ki se je končal z izgonom Hiksov iz Gornjega Egipta, se je začel v Tebah v zadnjih letih Sedemnajste dinastije. V književnosti kasnejšega Novega kraljestva je omenje eden od tebanskih faraonov, Sekenenre Tao, ki se je na severu občasno spopadal z Apepijem, znanim tudi kot Apofis. Izročilo ima obliko zgodbe, v kateri je hiški kralj Apepi poslal Sekenenreju v Tebe sporočilo z zahtevo, naj Tebanci s harpunami pobijejo nilske konje, ker zaradi njihovega glasnega oglašanja celo v daljnem Avarisu ne more spati. Resnični razlog je bil verjetno glavni tebanski bog Set, katerega so upodabljali delno kot moža, delno kot nilskega konja. Set je bil bog puščave in manifestacija zla. Edini zgodovinski podatek, ki ga je moč razbrati iz zgodbe, je, da so hiški kralji vladali samo v severnem Egiptu, davke pa so jim verjetno morali plačevati tudi na jugu.
Sekenenre je imel tudi pomembno diplomatsko vlogo, ki je verjetno presegala golo izmenjavanje žaljivk z azijskim vladarjem na severu. Sodeč po poškodbah na njegovi mumificirani glavi v Kairskem muzeju je umrl morda v enem od spopadov s Hiksi. Njegov sin in namestnik Kamoz, zadnji vladar iz Sedemnajste dinastije, je verjetno prvi dosegel pomembne zmage v vojni s Hiksi.

### Kamoz
Kamoz je v svojem tretjem vladarskem letu na čelu svoje vojske napadel hiški sever Egipta. Presenetil in uničil je najbolj južno hiško garnizijo v Nefrusiju blizu sodobnega Asjuta. Mesta samega ni osvojil, opustošil pa je okoliška polja. Na steli, odkriti v Tebah, se nadaljuje pripoved o vojni, ki je bila prekinjena na Carnarvonovi tablici I. Zgodba opisuje, kako so prestregli in ujeli kurirja, ki je nosil pismo vladarja Kuša (Nubija)  njegovemu zavezniku Apepiju v Avaris. V pismu je bila vladarjeva prošnja, da ga Apepi podpre proti Kamozovim grožnjam, ki ogrožajo obe kraljestvi. Kamoz je takoj ukazal oddelku svoje vojske, da zasede oazo Baharija v Libijski puščavi in blokira puščavsko pot proti jugu. Kamoz z vzdevkom Močni, je nato odplul po Nilu navzgor do Teb, da bi proslavil zmago, potem pa se je verjetno odpravil samo na roparski pohod, da bi ujel hiško predstražo. Njegovo tretje leto vladanja je edini dokazan Kamozov datum. Zaradi ran, ki jih je dobil v bitki s Hiksi, je verjetno kmalu zatem umrl.
Do konca vladanja Apepija, morda predzadnjega kralja hiške Petnajste dinastije, so bili Hiksi pregnani iz Srednjega Egipta. Umaknili so se proti severu in se v Atfihu pri vhodu v Faijum pregrupirali. Apepi je preživel svojega egipčanskega sodobnika Sekenenre Taa II. in se obdržal na prestolu v zelo zmanjšanem kraljestvu do konca Kamozovega vladanja. Zadnji hiški faraon iz Petnajste dinastije, Hamudi, je vladal nedvomno relativno malo časa. Njegova vladavina je sovpadala s prvo polovico vladavine Ahmoza I., Kamozovega naslednika in ustanovitelja Osemnajste dinastije.

### Ahmoz I.
Ahmoz I., ki se šteje za prvega faraona Osemnajste egipčanske dinnastije, je bil na tebanskem prestolu verjetno že nekaj časa pred nadaljevanjem vojne proti Hiksom.
Podrobnosti vojnih pohodov so znane iz besedil na zidovih grobnice Ahmoza, sina Ebana, vojaka iz El Kaba v južnem Egiptu, čigar oče je služil pod Sekenenre Taom, iz njegove družina pa so izhajali nomarhi tega okrožja. Zgleda, da je bilo za osvojitev Avarisa in dokončen izgon Hiksov iz Spodnjega Egipta potrebnih več pohodov. Natančen datum izgona ni zanesljiv. Nekateri avtorji trdijo, da se je to zgodilo v četrtem letu Ahmozovega vladanja, medtem ko Donald B. Redford dogodek umešča v petnajsto leto njegovega vladanja. Napis v Ahmozovi grobnici pravi, da je na pohod krenil peš, medtem ko se je faraon peljal na vojnem vozu. Na zapisu je prvič omenjena raba bojnega voza s konjsko vprego v egipčanski vojski. V bitkah okoli Avarisa je ujel več hiških vojakov in kot dokaz s seboj odnesel več odsekanih rok, za kar je bil trikrat nagrajen z  »Zlatom za junaštvo«. Padec Avarisa je omenjen zelo na kratko: »Avaris je bil nato izropan. Moj plen so bili mož in tri ženske, skupaj štiri osebe. Njegovo veličanstvo mi jih je nato dalo za sužnje«.
Po padcu Avarisa je egipčanska vojska zasledovala begunce skozi seveni Sinaj in južni Levant. V Negevski puščavi med Rafahom in Gazo so po dolgih treh letih obleganja osvojili utrjeno mesto Šaruhen. Kako dolgo je pohod trajal, ni znano.

## Kasnejše obdobje
V egipčanski književnosti so Hiksi vse do grškega obdobja igrali pomembno vlogo kot sinonim za neomikane Azijce. Izraz Hiksi so obudili, ko so se v Asuanu ali Nilovi delti ponovno naselili semitsko govoreči prišleki. To bi lahko spodbudilo egipčanskega svečenika in zgodovinarja Manetona (ali Ptolemaja Mendezijskega), da je prihod Hiksov izenačil s kratkotrajnim bivanjem svetopisemskega Jožefa in njegovih bratov v Egiptu. Nekaj drugih avtorjev je izgon Hiksov izenačilo z odhodom Judov iz Egipta. Justin Mučenec na primer pravi:
Mojzes je omenjen kot vodja in vladar judovskega ljudstva. Kot takega ga omenjata Polemon v prvi knjigi svoje Helenike in Apion, sin Pozidonija, v svoji knjigi proti Judom in četrti knjigi svoje zgodovine, v kateri pravi, da so se med vladanjem Inahusa nad Argosom Judje pod Mojzesovim vodstvom uprli egipčanskemu kralju Amasisu. In Ptolemaj Mendezijski se v sorodni zgodovini Egipta z vsem tem strinja.
V kaosu na koncu Devetnajste dinastije so prvi faraoni Dvajsete dinastije, omenjeni na Elefantinski steli in Harrisovem papirusu, ponovno okrepili držo proti azijskim naseljencem na severu, ki bi lahko omogočil ponovno doseljevanje prebivalcev iz Azije. Na steli je zapis, da je faraon Setnaht, ustanovitelj Dvajsete dinastije, v drugem letu vladanja porazil in izgnal veliko vojsko Azijcev, ki so izkoristili kaos na koncu vladavine faraona Tausreta in napadli Egipt. Setnaht je zasegel večino njihovega nakradenega zlata in srebra.
Grki so poznali zgodbo o Hiksih in jo poskušali poistovetiti z izgonom Belosa (Baala?) in Danajevih hčerk iz Egipta, povezanih z izvorom Argejske dinastije.